# وهبة (اسم)
وهبة هو اسم علم مذكر ومؤنث من أصل عربي، ومعناه هو الهبة الواحدة، العطية الواحدة بلا عوض.

## شخصيات تحمل الاسم
- وهبة الزحيلي (أستاذ جامعي سوري، 1932[3] – 8 أغسطس 2015)
- وهبة الجمل (رجل اعمال مصري ناجح، ١٩٧١-٢٠٢٣)

## وصلات خارجية
- موسوعة السلطان قابوس لأسماء العرب